# Syndrome néphrotique
Ne doit pas être confondu avec syndrome néphritique.
 Mise en garde médicale
Le syndrome néphrotique est une affection rénale. Il est la résultante d'une atteinte des capillaires glomérulaires qui voient augmenter leur perméabilité à l'égard des protéines. Les protéines s'échappent dans les urines (protéinurie), ce qui réduit leur concentration dans le plasma (hypoprotidémie) et partant, réduit la pression oncotique, ce qui se traduit par une accumulation de liquide interstitiel (œdème). L'hypoprotéinémie induit une protéosynthèse hépatique accrue résultant en une production d'albumine mais également en une synthèse accrue de lipoprotéines (LDL, VLDL), ce qui, avec la diminution de la lipoprotéine lipase, induit une hyperlipidémie.

## Définition
Le syndrome néphrotique a une définition biologique, associant conjointement :
- une protéinurie > 3 g / 24 h (ou > 200 mg/mmol de créatinine ou > 50 mg/kg/jour chez l'enfant) ;
- une hypoalbuminémie < 30 g/L ;

Il peut également comporter :
- des œdèmes ;
- une hyperlipémie ;
- une hyper-α2-globulinémie ;
- une hypo-α1-globulinémie ;
- une hypo-gamma-globulinémie.

Le syndrome néphrotique est dit :
- pur s'il ne s'accompagne pas d'hématurie, ni d'hypertension artérielle, ni d'insuffisance rénale organique et que la protéinurie est sélective ;
- impur dans le cas contraire.

## Physiopathologie

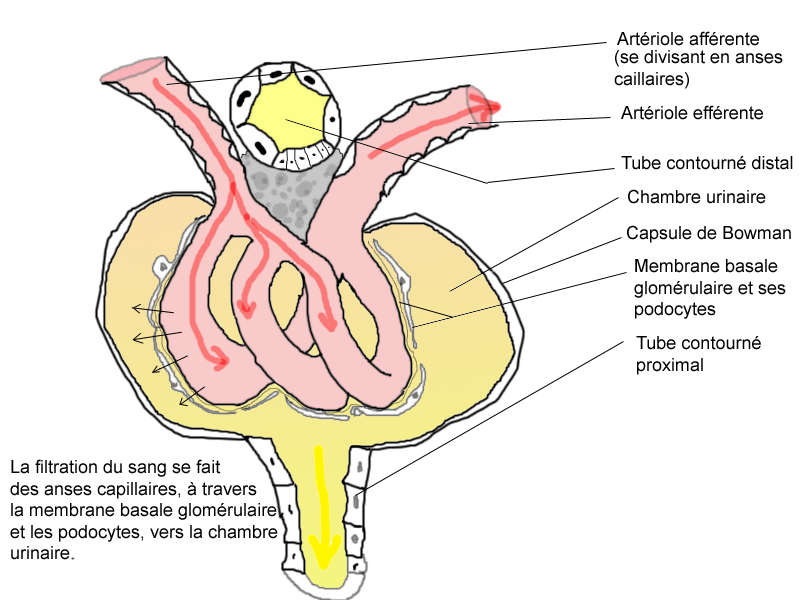
Représentation schématique de l'ultrafiltration du sang dans un glomérule rénal.

L'ultrafiltration du sang qui va donner l'urine primitive se fait dans le glomérule. Par un mécanisme physique (pression hydrostatique, pression oncotique) et biologique (sélectivité de la membrane glomérulaire aux composants sanguins), le plasma est filtré à travers la membrane basale glomérulaire (MBG) et les prolongements podocytaires qui la tapissent pour former l'urine primitive, laquelle sera ensuite successivement modifiée par les différentes structures rénales pour donner l'urine définitive.
Le syndrome néphrotique est dû à une anomalie anatomique ou fonctionnelle de la membrane basale glomérulaire, qui est normalement imperméable aux protéines au-dessus d'un poids moléculaire de 60 kDa (60 000 daltons). La perte de cette sélectivité entraîne le passage de protéines dans les urines (qui apparaît lorsque les capacités physiologiques de réabsorption tubulaire des protéines sont dépassées), et donc la protéinurie et l'hypoprotidémie (malgré une synthèse accrue de protéines par le foie).
Il existe schématiquement deux grands tableaux d'anomalies :
- les anomalies fonctionnelles, liées à la perte des charges négatives de la MBG, responsable des syndromes néphrotiques idiopathiques ;
- les anomalies anatomiques, qui témoignent souvent de maladies sévères sous-jacentes.

Un examen simple permet de différencier ces deux tableaux : l'évaluation de la sélectivité de la protéinurie. Une protéinurie composée à plus de 85 % d'albumine (principale protéine plasmatique) est dite sélective, et relève des anomalies fonctionnelles le plus souvent. Au contraire, une protéinurie non sélective témoigne le plus souvent d'anomalies anatomiques sévères ne touchant pas que la membrane basale glomérulaire.

## Diagnostic
Le diagnostic est biologique :
- une bandelette réactive à l'albumine dépiste la protéinurie ;
  - on réalise ensuite un dosage quantitatif sur 24 h : protéinurie >3 g·24·h-1,
- l'électrophorèse des protéines urinaires recherche la sélectivité de la protéinurie ;
- analyse du culot urinaire ;
- l'ECBU recherche une hématurie associée qui définit alors un syndrome néphrotique impur à laquelle s'ajoute habituellement :
  - une hypercoagulabilité,
  - une hypertriglycéridémie,
  - une hypercholestérolémie.

## Conséquences
L'hypoprotidémie est à la base de la plupart des conséquences cliniques du syndrome néphrotique :
- infections, lorsqu'il y a fuite d'immunoglobulines et de complément ;
- toxicité accrue des médicaments qui se lient à l'albumine, par augmentation de leur fraction libre (la fraction liée à l'albumine est moins ou pas active : la diminution de la concentration d'albumine est responsable d'une augmentation du taux libre, et donc actif, du médicament) ;
- thromboses vasculaires, par perte de protéines anti-coagulantes (antithrombine III en particulier[2]) et surproduction de facteurs procoagulants[3],[4]. La maladie thromboembolique complique un quart des syndromes néphrotiques de l'adulte[5].
- dyslipidémies (augmentation de la cholestérolémie et de la triglycéridémie par stimulation du foie).

L'hyperhydratation extracellulaire, qui se manifeste cliniquement par les œdèmes, est liée à une diminution de la pression oncotique des protéines intravasculaires ce qui permet la fuite de sodium et d’eau vers le liquide interstitiel. Une hypovolémie efficace peut être éventuellement observée, elle stimule les systèmes participant à la rétention hydrosodée (système rénine-angiotensine et système sympathique).
D'autres études[réf. nécessaire] auraient montré, et contrairement à l'idée couramment admise, que l'hyperhydratation extracellulaire (notamment du secteur interstitiel) observée dans ce syndrome n'est pas causée par la diminution de la pression oncotique plasmatique, la pression oncotique interstitielle des patients néphrotiques étant diminuée parallèlement. Elle est liée à une augmentation de la rétention du sodium indépendante de l'aldostérone[réf. nécessaire] et une dysrégulation de la conductivité hydraulique des parois capillaires entraînant respectivement une hyperhydratation extracellulaire et une fuite d'eau dans le secteur interstitiel (œdèmes, ascite, pleurésie, anasarque). Les mécanismes biologiques et physiologiques ne sont pas encore bien connus et élucidés.

## Bilan de première intention
Ce premier bilan permet de diagnostiquer les causes les plus fréquentes de syndrome néphrotique et de poser l'indication d'une biopsie rénale. Il comprend :
- un interrogatoire, un examen clinique, un bilan des prises médicamenteuses (ce qui permet de rechercher une néphropathie héréditaire, ou un syndrome néphrotique lié à une prise médicamenteuse) ;
- un dosage du complément sérique, une recherche de facteurs anti-nucléaires (recherche d'un lupus ou d'une autre maladie auto-immune) ;
- un dosage de la glycémie (dépiste le diabète sucré) ;
- une immunofixation des protéines sanguines et urinaires (dépiste une amylose) ;
- un dépistage HIV, hépatites, syphilis, etc. (syndrome néphrotique post-infectieux).

Au terme de ce bilan, si on a dépisté un syndrome néphrotique dû au diabète, à une prise médicamenteuse, à une néphropathie héréditaire, à une amylose, alors la biopsie rénale n'est pas indispensable. Dans la plupart des autres cas, elle devra être réalisée afin d'objectiver le mécanisme histologique et anatomopathologique de la maladie.

## Maladies responsables de syndrome néphrotique
- Amylose : par dépôt de protéines amyloïdes anormales dans les glomérules.
- Syndrome néphrotique idiopathique de l'enfant (ou de l'adulte) : par perte des charges négatives de la membrane basale glomérulaire qui normalement repoussent les protéines, elles aussi chargées négativement. (D'après les études épidémiologiques récentes[réf. nécessaire], il y aurait autant d'enfants que d'adultes atteint d'un syndrome néphrotique idiopathique).
- Néphropathie diabétique : par altération des capillaires liée à l'hyperglycémie chronique (trop de sucre dans le sang entraîne la glycation de nombreuses protéines, dont certaines fragilisent les parois des capillaires sanguins, en particulier des reins et de la rétine).
- Lupus érythémateux disséminé.
- Purpura rhumatoïde : la cause est encore mal connue, probablement par dépôt de complexes immuns (immunoglobulines A complexées à un antigène) sur les parois glomérulaires.
- Glomérulonéphrite extramembraneuse : par dépôt d'immunoglobulines G et de fractions du complément sérique à la face externe de la membrane basale glomérulaire.